# Bubulcus
Bubulcus Bonaparte, 1855 è un genere di uccelli della famiglia Ardeidae.

## Tassonomia
Comprende le seguenti specie:
- Bubulcus ibis (Linnaeus, 1758) - airone guardabuoi;
- Bubulcus coromandus (Boddaert, 1783) - airone guardabuoi asiatico.